# 帕拉达 (孔迪镇)
帕拉达是葡萄牙波尔图区的一个堂区。总面积3.34平方公里，总人口365人，人口密度109.3人/平方公里。